# PlayBack
Playback (кор. 플레이백) — южнокорейская гёрл-руппа, сформированая в 2015 году компанией Coridel Entertainment. Группа официально дебютировали 25 июня 2015 года с цифровым синглом «Playback». В состав группы входили пять девушек: Урим, Юнчжи, Хаён, Юджин, Ынчжин.

## История
До прихода в Playback, Урим провела три года в качестве стажёра в JYP Entertainment. Она стала довольно популярной после того, как появилась на певческом шоу «Я вижу твой голос» (Mnet), где она исполнила песню «Problem» Арианы Гранде.
25 июня 2015 года Playback выпустили свой одноименный дебютный сингловый альбом Playback и свой заглавный трек с таким же названием. Всего через три месяца группа объявила, что планирует выпустить новый сингловый альбом 2 сентября. В записи заглавного трека «I Wonder» (없을까) участвовал Эрик Нам. Песня привлекла внимание прессы благодаря участию популярной норвежской музыкальной продюсерской команды ELEMENT, в чье резюме входят Си Ло Грин, Musiq Soulchild и Madcon.
Ынчжин вернулась в группу 13 апреля 2017, после того, как была сокращена  до официального дебюта.
13 октября 2017 года агентство Coridel Entertainment, через официальный фан-сайт Playback, выпустило заявление, что участницы группы примут участие в реалити-шоу на выживание Mix Nine.
28 октября 2017 года группа выпустила музыкальное видео песни «Want You to Say», слова к которой написала певица Пак Е Ын.

## Участники
| Сценический псевдоним | Настоящее имя | Настоящее имя | Дата рождения | Позиция в группе                       |
| Основной              | На русском    | Хангыль       | Дата рождения | Позиция в группе                       |
| --------------------- | ------------- | ------------- | ------------- | -------------------------------------- |
| Урим                  | Хван У Рим    | 황우림        | 29.08.1996    | Лидер, главная вокалистка              |
| Юнджи                 | Ли Юн Джи     | 이윤지        | 04.04.1992    | Ведущая вокалистка                     |
| Юджин                 | Со Ю Джин     | 소유진        | 18.06.1994    | Главный танцор, саб-вокалистка, вижуал |
| Ынджин                | Ма Ын Джин    | 마은진        | 23.05.1997    | Главная вокалистка, макнэ              |

## Дискография

### Сингловые альбомы
| Название | Детали альбома                                                                                           | Позиция в чартах | Продажи |
| Название | Детали альбома                                                                                           | KOR              | Продажи |
| -------- | --- | ---------------- | ------- |
| I Wonder | - Дата выпуска: 2 сентября 2015 - Лейбл: Coridel Entertainment, CJ E&M - Формат: CD, цифровое скачивание | 36               | 375     |

## Музыкальные видео
| Год  | Название                               | Режиссёр                                        |
| ---- | -------------------------------------- | ----------------------------------------------- |
| 2015 | «Playback» муз. видео                  | Ким Ын Ю (12Rounds Production)                  |
| 2015 | «I Wonder» (feat. Эрик Нам) муз. видео | Ким Ын Ю (12Rounds Production)                  |
| 2017 | «Want You To Say» муз. видео           | Ким Ён Чжо, Ю Сын У (NAIVE Creative Production) |

### Танцевальные выступления
| Год  | Название                          | Участники |
| ---- | --------------------------------- | --------- |
| 2015 | «Playback» (DANCE VER)            | Playback  |
| 2015 | «Drunk In Love» (Бейонсе)         | Хаён      |
| 2015 | «Two Weeks» (FKA twigs)           | Юджин     |
| 2015 | «Cross the line»                  | Хаён      |
| 2016 | «Me Like Yuh»                     | Юджин     |
| 2017 | «Let Me Love You» (Ариана Гранде) | Playback  |
| 2017 | «Want You To Say»                 | Playback  |

## Фильмография

### Развлекательные шоу
| Год  | Название                     | Канал      | Заметки                  |
| ---- | ---------------------------- | ---------- | ------------------------ |
| 2015 | I Can See Your Voice (ep. 7) | Mnet       | Урим                     |
| 2015 | Pops in Seoul                | Arirang TV | Гости                    |
| 2015 | KoonTV                       | AfreecaTV  | Гости                    |
| 2016 | Produce 101                  | Mnet       | Ынджин                   |
| 2016 | Tribe of Hip Hop             | JTBC       | Аудитория (Юджин и Урим) |
| 2016 | K-pop Star 6                 | SBS        | Ынджин                   |
| 2017 | MIXNINE                      | JTBC       | PlayBack                 |

## Награды и номинации

### Seoul Music Awards
| Год  | Категория                | Результат |
| ---- | ------------------------ | --------- |
| 2015 | Лучший новый исполнитель | Номинация |